# EDAN LUI “IN MY SIGHT OF E” SOLO CONCERT 2023
《EDAN LUI “IN MY SIGHT OF E” SOLO CONCERT 2023》是香港男歌手呂爵安的首個個人演唱會，亦是其第一次於亞洲國際博覽館AsiaWorld-Arena舉辦大型演唱會。演唱會由MakerVille主辦及MOOV協辦，並由富衛保險及香港電訊冠名贊助。這是MIRROR成員個人演唱會系列《MIRROR "In My Sight" Solo Concert 2023/24》的第四作。
2024年10月3日，推出首個個人演唱會的藍光碟 (Blu-ray)，採用A或B版雙封面設計，雙碟Blu-ray，收錄從未曝光的珍貴片段及動人時刻。

## 場次
6月30日，MIRROR於官方社交網宣布呂爵安於8月26至27日假亞洲國際博覽館Arena舉行首個個人演唱會，其中26日為「MIRO場」，27日則為「公眾場」。7月20日，宣佈於8月25日加一場「MIRO場」。

## 表演曲目
該曲目表取自於2023年8月25日的場次（包括常駐嘉賓，不包括特別嘉賓）。
1. ChatMrE
2. 帥到分手（原唱：周湯豪）
3. 離開地球表面（原唱：五月天）
4. 小諧星
5. 攀上天梯的螞蟻
6. 我們都是別人口中的壞人
7. E先生 愛人執照
8. 霸道總裁
9. Somebody Else（原唱：高爾宣）
10. Trap Game（原唱：羅志祥）
11. 嘉賓環節（一）
12. 一加一等如阿E（與李國煒、梁文賢、劉兆豐、麥兆恆合唱）
13. Sponsor Gang Gang（與李國煒、梁文賢、劉兆豐、麥兆恆合唱）
14. 一表人才
15. 空白格（原唱：蔡健雅）
16. E先生連環不幸事件

Encore
1. Loverse
2. 嘉賓環節（二）
3. Again!
4. My Apple Pie

尾場限定
1. 我不夠完美（小諧星 Demo Version）
2. I SWIM
3. 突如其來的心跳感覺

- 2023年8月27日場次因《我們都是別人口中的壞人》改在嘉賓環節與陳零九合唱，更換為《以後别做朋友》。
- 2023年8月27日場次《一表人才》改在嘉賓環節與邱鋒澤合唱。
- 《一加一等如阿E》改編自《一加一等於阿儀》。
- 《Sponsor Gang Gang》改編自《天水圍gang gang》。

## 嘉賓列表
| 場次 | 日期          | 嘉賓                           | 歌曲                                                                         | 備注  |
| ---- | ------------- | ------------------------------ | ---------------------------------------------------------------------------- | ----- |
| 1    | 2023年8月25日 | 柳應廷                         | 合唱《以後別做朋友》 合唱《水刑物語》 獨唱《鹹魚遊戲》                       | [ 4 ] |
| 1    | 2023年8月25日 | 魏浚笙、徐浩昌、黃正宜、劉沛蘅 | 合唱《膠On!》                                                                | [ 4 ] |
| 2    | 2023年8月26日 | 鄭中基                         | 合唱《閉目入神》 獨唱《My Only One》 合唱《萬水千山總是情》 合唱《辣到出汁》 | [ 5 ] |
| 2    | 2023年8月26日 | 吳君如                         | 合唱《萬水千山總是情》 合唱《辣到出汁》                                      | [ 5 ] |
| 3    | 2023年8月27日 | 邱鋒澤                         | 獨唱《浮木》 合唱《一表人才》 合唱《天黑請閉眼》                             | [ 6 ] |
| 3    | 2023年8月27日 | 陳零九                         | 合唱《我們都是別人口中的壞人》 合唱《天黑請閉眼》                            | [ 6 ] |